# Oppo Reno5 Lite
Oppo Reno5 Lite — смартфон, розроблений компанією OPPO, що входить у серію Reno і є спрощеною версією Oppo Reno5. Був представлений в Україні 23 березня 2021 року та поступив у продаж 30 березня того ж року. В інших країнах смартфон був представлений як Oppo A94 або Oppo Reno5 F. Також в Індії був представлений Oppo F19 Pro, що є перейменованим Reno5 Lite зі спрощеною фронтальною камерою.

## Дизайн
Екран виконаний зі скла. Корпус виконаний з пластику.
Знизу розміщені роз'єм USB-C, динамік, мікрофон та 3.5 мм аудіороз'єм. Зверху розташований другий мікрофон. З лівого боку розміщені кнопки регулювання гучності та слот під 2 SIM-картки і карту пам'яті формату microSD до 256 ГБ. З правого боку розміщена кнопка блокування смартфону.
Oppo Reno5 Lite, Reno5 F та A94 доступні у кольорах Fluid Black (чорний) та Fantastic Purple (фіолетовий).
Oppo F19 Pro продається у кольорах Fluid Black (чорний) та Crystal Silver (сріблястий).

## Технічні характеристики

### Платформа
Смартфони отримали процесор MediaTek Helio P95 та графічний процесор PowerVR GM9446.

### Батарея
Батарея отримала об'єм 4310 мА·год та підтримку швидкої зярядки VOOC 4.0 потужністю 30 Вт.

### Камери
Смартфони отримали основну квадро камеру 48 Мп, f/1.7 (ширококутний) + 8 Мп, f/2.2 (ультраширококутний) з кутом огляду 119˚ + 2 Мп, f/2.4 (макро) + 2 Мп, f/2.4 (сенсор глибини) з фазовим автофокусом та здатністю запису відео в роздільній здатності 4K@30fps. Також F19 Pro отримав фронтальну камеру на 16 Мп, а інші моделі — на 32 Мп. Передня камера всіх моделей є ширококутною, отримала світлосилу f/2.4, фазовий автофокус та здатність запису відео у роздільній здатності 1080p@30fps.

### Екран
Екран AMOLED, діагональ 6.4", роздільна здатність FullHD+ (2400 × 1080) зі щільністю пікселів 409 ppi, співвідношенням сторін 20:9 та круглим вирізом під фронтальну камеру, що знаходиться зверху в лівому кутку. Також під дисплей вбудований сканер відбитків пальців.

### Пам'ять
Oppo Reno5 Lite, Reno5 F та A94 продаються в комплектації 8/128 ГБ.
Oppo F19 Pro продається в комплектаціях 8/128 та 8/256 ГБ.

### Програмне забезпечення
Смартфони були випущені на ColorOS 11.1 на базі Android 11 і були оновлені до ColorOS 13.1 на базі Android 13.